# Moulins-Saint-Hubert
Moulins-Saint-Hubert – miejscowość i gmina we Francji, w regionie Grand Est, w departamencie Moza.
Według danych na rok 1990 gminę zamieszkiwały 173 osoby, a gęstość zaludnienia wynosiła 21 osób/km² (wśród 2335 gmin Lotaryngii Moulins-Saint-Hubert plasuje się na 872. miejscu pod względem liczby ludności, natomiast pod względem powierzchni na miejscu 728.).